# Giuseppe Zaniboni
Giuseppe Zaniboni (Stagno Lombardo, Provincia de Cremona, Italia, 13 de marzo de 1949) es un exfutbolista italiano. Se desempeñaba en la posición de defensa.

## Clubes
| Club            | País   | Año         |
| --------------- | ------ | ----------- |
| U. S. Cremonese | Italia | 1965 - 1967 |
| Atalanta B. C.  | Italia | 1967 - 1970 |
| Juventus F. C.  | Italia | 1970 - 1971 |
| Mantova F. C.   | Italia | 1971 - 1972 |
| Juventus F. C.  | Italia | 1972 - 1973 |
| A. C. Cesena    | Italia | 1973 - 1978 |
| Forlì F. C.     | Italia | 1978 - 1979 |

## Palmarés

### Campeonatos nacionales
| Título  | Club           | País   | Año     |
| ------- | -------------- | ------ | ------- |
| Serie A | Juventus F. C. | Italia | 1972-73 |